# Programmation fonctionnelle
La programmation fonctionnelle est un paradigme de programmation de type déclaratif qui considère le calcul en tant qu'évaluation de fonctions mathématiques.
Comme le changement d'état et la mutation des données ne peuvent pas être représentés par des évaluations de fonctions sans effet de bord, la programmation fonctionnelle les écarte : au contraire, elle met en avant l'application des fonctions, contrairement au modèle de programmation impérative, lequel met en avant les changements d'état.
Un langage fonctionnel est donc un langage de programmation dont la syntaxe et les caractéristiques encouragent la programmation fonctionnelle. Alors que l'origine de la programmation fonctionnelle peut être trouvée dans le lambda-calcul, le langage fonctionnel le plus ancien est Lisp, créé en 1958 par McCarthy. Lisp a donné naissance à des variantes telles que Scheme (1975) et Common Lisp (1984) qui, comme Lisp, ne sont pas ou peu typées. Des langages fonctionnels plus récents tels ML (1973), Haskell (1987), OCaml, Erlang, Wolfram Language (1988),, Clean et Oz, CDuce, Scala (2003), F# ou PureScript (2013), Agda (en)  sont fortement typés.

## Machine à états et effets secondaires

### Programmation fonctionnelle
La programmation fonctionnelle s'affranchit des effets secondaires (ou effets de bord) en interdisant toute opération d'affectation.
Le paradigme fonctionnel n'utilise pas de machine à états pour décrire un programme, mais un emboîtement de fonctions qui agissent comme des « boîtes noires » que l'on peut imbriquer les unes dans les autres. Chaque boîte possédant plusieurs paramètres en entrée mais une seule sortie, elle ne peut sortir qu'une seule valeur possible pour chaque n-uplet de valeurs présentées en entrée. 
Ainsi, les fonctions n'introduisent pas d'effets de bord. Un programme est donc une application, au sens mathématique, qui ne donne qu'un seul résultat pour chaque ensemble de valeurs en entrée. Cette façon de penser, très différente de la démarche de la programmation impérative, est l'une des causes principales de la difficulté qu'ont les programmeurs formés aux langages impératifs pour aborder la programmation fonctionnelle. 
Cependant, elle ne pose généralement pas de difficultés particulières aux débutants qui n'ont jamais été exposés à des langages impératifs.
Un avantage important des fonctions sans effet de bord est la facilité que l'on a à les tester unitairement. Par ailleurs, l'usage généralisé d'une gestion de mémoire automatique par l'intermédiaire d'un ramasse-miettes simplifie la tâche du programmeur.
En pratique, pour des raisons d'efficacité, et du fait que certains algorithmes s'expriment aisément avec une machine à états, certains langages fonctionnels autorisent la programmation impérative en permettant de spécifier que certaines variables sont assignables (ou mutables selon la dénomination habituelle), et donc la possibilité d'introduire localement des effets de bord[réf. nécessaire]. Ces langages sont regroupés sous le nom de langages fonctionnels impurs.
Les langages dits purement fonctionnels n'autorisent pas la programmation impérative. De fait, ils sont dénués d'effets de bord et protégés contre les problèmes que pose l'exécution concurrente. On peut voir par exemple ce qui a été fait dans le cadre du langage Erlang.
La mise en œuvre des langages fonctionnels fait un usage sophistiqué de la pile car, afin de s'affranchir de la nécessité de stocker des données temporaires dans des tableaux, ils font largement appel à la récursivité (fait d'inclure l'appel d'une fonction dans sa propre définition). L'une des multiples techniques pour rendre la compilation de la récursivité plus efficace est une technique dénommée récursion terminale (en anglais : tail-recursion), qui consiste à accumuler les résultats intermédiaires dans une case mémoire de la pile et à la passer en paramètre dans l'appel récursif. Ceci permet d'éviter d'empiler les appels récursifs dans la pile en les remplaçant par une simple succession de sauts. Le code généré par le compilateur est alors similaire à celui généré par une boucle en impératif. Certains langages comme Scheme, Scala, OCaml et Anubis optimisent automatiquement les appels récursifs de cette manière.

### Programmation impérative et effets de bord
(février 2017).
La programmation impérative s'appuie sur le modèle des machines à états (voir aussi machine de Turing et Architecture de von Neumann), avec une mémoire centrale et des instructions qui modifient son état grâce à des affectations successives. Un tel programme est représenté par une machine à états (voir machine à compteurs) qui représente les états successifs de la mémoire. Cela nécessite pour le programmeur d'avoir à tout instant un modèle exact de l'état de la mémoire que le programme modifie.
Afin de réduire la complexité de cette tâche, de nombreuses techniques réduisent le nombre de variables à gérer à un même instant, la plupart relèvent de la programmation structurée et de l'encapsulation de données :
- les variables dites automatiques ou locales, sont restreintes au seul domaine (procédure, méthode, etc.) dans lequel elles sont utiles. Leur portée est alors strictement limitée à ce domaine.
- l'encapsulation de données, notamment celle de la programmation orientée objet, restreint la manipulation des variables au seul domaine de la classe à l'intérieur de laquelle elles sont définies (utilisation d'attributs privés)

Ces variables ont alors vocation à être désallouées par le compilateur ou interpréteur, immédiatement en sortie de procédure ou via un ramasse-miettes.
Cependant, il arrive que la conception choisie par le programmeur l'amène à modifier dans certaines procédures, volontairement ou non, des variables ou des zones de mémoire « partagées », ne relevant pas structurellement de la procédure.
Il se trouve qu'en programmation impérative, ces modifications «périphériques», désignées sous le terme générique d'effets secondaires (ou effets de bord), sont de facto plus la règle que l'exception[réf. nécessaire] et compliquent grandement la compréhension des programmes. Par conséquent, ils sont la source de nombreuses difficultés et de bugs : en effet, si on oublie de mettre à jour certaines données partagées ou qu'au contraire on les modifie sans en mesurer tous les effets de bord, si l'ordre chronologique des affectations par les différents composants du logiciel est inadéquat, ou si une zone de mémoire est désallouée au mauvais moment, le programme se retrouve dans un état imprévu, incohérent voire instable et le programmeur est souvent incapable de détecter l'origine de l'erreur et s'il y réussit c'est au prix d'une instrumentation lourde des programmes.

## Transparence référentielle
Les langages fonctionnels ont comme autre propriété la transparence référentielle. Ce terme recouvre le principe simple selon lequel le résultat du programme ne change pas si on remplace une expression par une expression de valeur égale. Ce principe est violé dans le cas de procédures à effets de bord puisqu'une telle procédure, ne dépendant pas uniquement de ses arguments d'entrée, ne se comporte pas forcément de façon identique à deux instants donnés du programme.
Prenons un exemple. En C, si n désigne une variable globale contenant un entier à incrémenter (donc une case mémoire visible par tout le programme), et si inc(k) est une fonction qui augmente la valeur de n de la quantité k :
```
int
 
n
 
=
 
2
;

int
 
inc
(
int
 
k
)
 
{
 
/* incrémentation par effet de bord */

  
n
 
=
 
n
 
+
 
k
;

  
return
 
n
;

}

f
(
inc
(
1
)
 
+
 
inc
(
1
));

```

Dans cet exemple, la fonction inc(i) ne renvoie pas la même valeur lors des deux appels : l'un des arguments de la fonction f vaudra 2 + 1 = 3 et l'autre 3 + 1 = 4. Il s'avère donc impossible de remplacer inc(i) + inc(i) par 2 * inc(i) car la valeur de inc(i) diffère à chaque appel. Ce comportement est fondamentalement différent de celui d'une fonction mathématique. À l'échelle d'un programme important, cela signifie que le remplacement d'une fonction par une autre peut nécessiter des modifications à d'autres endroits du programme, et qu'il peut s'avérer nécessaire de retester l'intégralité du système, car on n'est pas assuré qu'un tel remplacement n'a pas modifié son comportement global. Au fur et à mesure que la complexité du système augmente, le coût d'un changement s'accroît aussi.
À l'inverse, la propriété de transparence référentielle permet d'assurer que le remplacement d'une fonction par une autre équivalente ne risque pas de modifier le comportement global du programme. Autrement dit, elles sont mathématiquement égales. Cette propriété facilite la maintenance logicielle. Elle permet aussi d'appliquer de façon automatique des preuves de fonctionnement. Elle a enfin pour autre avantage de sensiblement réduire l'importance de l'ordre d'exécution, celui-ci étant assuré par l'ordre d'appel des fonctions ; un corollaire est que la parallélisation d'un programme fonctionnel peut être réalisée de façon automatique et que les optimisations que peuvent effectuer les compilateurs sont plus faciles à mettre en œuvre.

## Des fonctions passées en paramètre
Les langages fonctionnels emploient des types et des structures de données de haut niveau comme les listes extensibles. Il est ainsi généralement possible de réaliser facilement des opérations comme la concaténation de listes, ou l'application d'une fonction à une liste — le parcours de la liste se faisant de façon récursive —, en une seule ligne de code.
Un mécanisme puissant des langages fonctionnels est l'usage des fonctions d'ordre supérieur. Une fonction est dite d'ordre supérieur lorsqu'elle peut prendre des fonctions comme arguments (aussi appelées callback) ou renvoyer une fonction comme résultat. On dit aussi que les fonctions sont des objets de première classe, ce qui signifie qu'elles sont manipulables aussi simplement que les types de base. Les programmes ou fonctions qui manipulent des fonctions correspondent, en mathématiques, aux fonctionnelles. Les opérations de dérivation et d'intégration en sont deux exemples simples. Les fonctions d'ordre supérieur ont été étudiées par Alonzo Church et Stephen Kleene dans les années 1930, à partir du formalisme du lambda-calcul, qui a influencé la conception de plusieurs langages fonctionnels, notamment celle d'Haskell. La théorie des catégories cartésiennes fermées constitue une autre approche pour caractériser les fonctions, à l'aide de la notion de problème universel. Le langage Anubis s'appuie sur cette théorie.

## Impact du paradigme fonctionnel
Au début des années 2000, la programmation fonctionnelle a commencé à sortir du milieu académique. Dans le milieu industriel, les langages Erlang (développé par Ericsson pour des besoins de programmation concurrentielle et des impératifs de robustesse), Common Lisp, OCaml et Scheme sont utilisés. Mais le développement des langages fonctionnels est limité par le déficit en outils et en bibliothèques de qualité commerciale, et surtout par le manque de programmeurs formés.[réf. nécessaire] Notons aussi le langage F# développé par Microsoft Research est disponible sous licence de logiciel libre en 2010.
Quoique les palmarès de la (en) compétition ICFP démontrent le contraire[non neutre], les langages fonctionnels souffrent dans le premier quart du XXIe siècle d'une réputation de lenteur aujourd'hui complètement injustifiée[source insuffisante][non neutre] : certains compilateurs Scheme, comme les compilateurs Stalin ou Bigloo, les compilateurs pour Common Lisp, les langages dans la lignée de ML, tels que OCaml, Haskell ou encore CDuce  produisent des exécutables dont les performances moyennes sont comparables, en termes de temps d'exécution et d'espace, à ceux produits par les compilateurs C ou C++.[source insuffisante]
Un code sans effet de bord étant beaucoup plus robuste et plus facile à maintenir, on le préférera à un programme dont la gestion de la mémoire et la prédiction du comportement seront difficiles à maîtriser, quitte à perdre un peu en efficacité[réf. nécessaire]. En outre, il faut aussi signaler les travaux de Chris Okasaki sur les structures de données purement fonctionnelles qui rivalisent avec les structures mutables en efficacité et les outrepassent largement quand il s'agit de la robustesse[réf. nécessaire].
En dehors des universités et de secteurs industriels spécifiques, XSLT peut être un vecteur de popularisation du paradigme fonctionnel. Dédié au traitement XML, il permet à un programmeur de conserver ses langages impératifs ou objets, tout en découvrant une autre logique de programmation.
De même les langages Scala et OCaml, qui se veulent des langages fonctionnels, permettent au programmeur qui en aurait besoin de rester dans une logique de programmation impérative.